# 81 mm moździerz piechoty wz. 31
81 mm moździerz wz. 1931 – moździerz z okresu II wojny światowej używany przez Wojsko Polskie.
Licencja na jego produkcję została zakupiona we francuskiej firmie „Stokes-Brandt”. Produkcja została zlecona fabryce Stowarzyszenia Mechaników Polskich z Ameryki w Pruszkowie od 1934 roku. W uzbrojeniu WP od 1935. Do wybuchu wojny przekazano wojsku 905 egzemplarzy broni tego wzoru. Z tego 150 wyprodukowanych we Francji.
Moździerz zbudowany w układzie klasycznym, miał lufę gładkościenną z zamkiem, prostokątną płytę oporową i dwójnóg z mechanizmem podniesieniowym i kierunkowym. Celownik przeziernikowy.

## Dane techniczno – taktyczne
- Kaliber: 81 mm
- Masa broni: 60 kg
- Masa lufy: 20 kg
- Masa dwójnogu: 18 kg
- Masa płyty oporowej: 22 kg
- Długość lufy: 1260 mm
- Donośność maksymalna: 3000 m

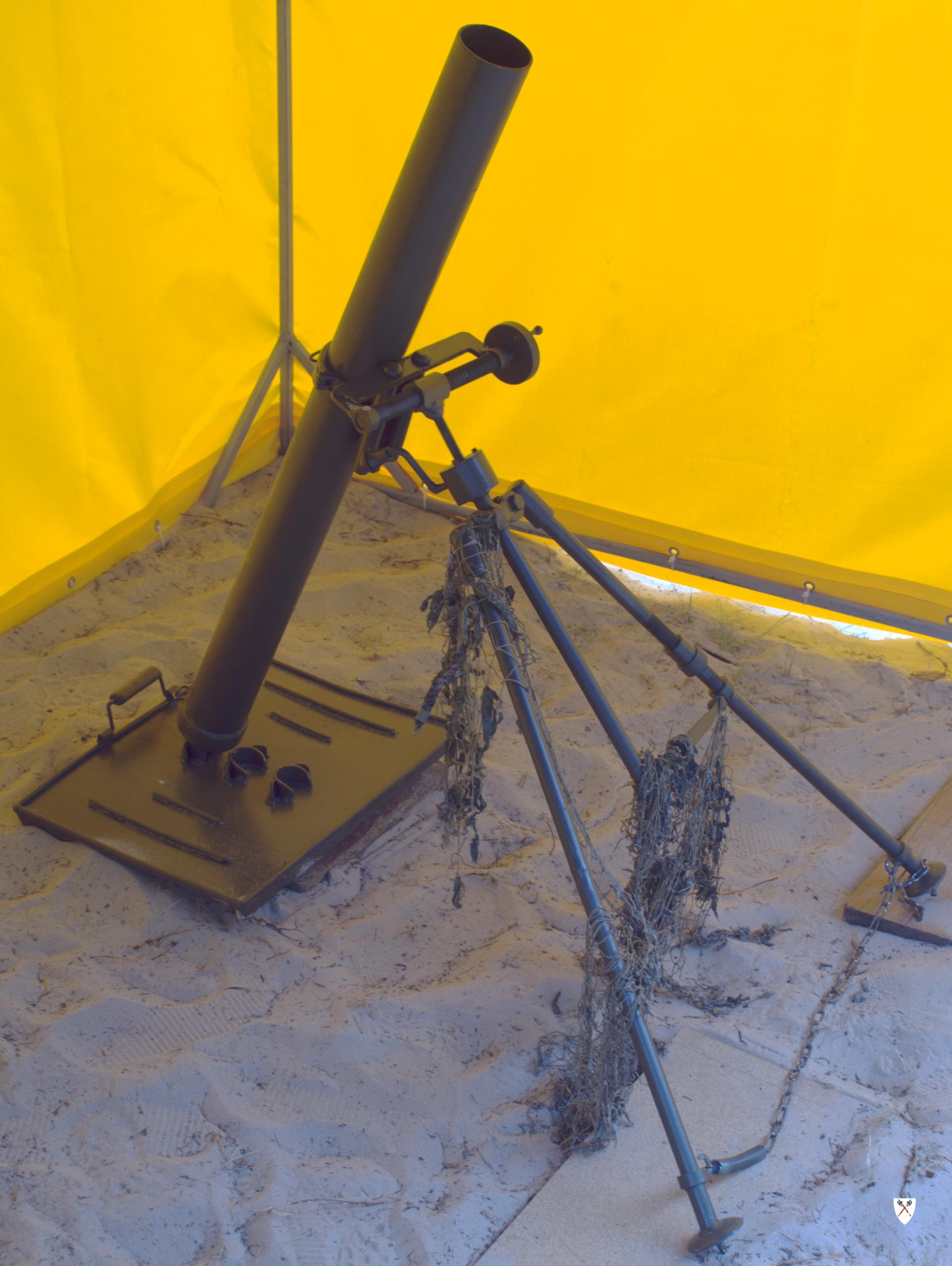
Replika w Muzeum Wyrzutni Rakiet

- Prędkość początkowa pocisku wz. 30: 70-210 m/s
- Szybkostrzelność : 20 strz./min
- Masa naboju
  - granat zwykły wz. 30: 3,4 kg
  - granat ciężki wz. 31: 6,5 kg
  - granat zadymiający
  - granat ćwiczebny wielokrotny wz. AR27

Jednostka ognia (JO) do moździerza – 25 granatów. Należność na pluton (na 2 moździerze łącznie, przy sprzęcie) – 2JO = 100 granatów, w tym: granat dużej pojemności – 19, granat małej pojemności – 79, granat wskaźnikowy – 2.
Ze względu na sposób pakowania amunicji (pojemność skrzynek), powinno to być: 20 granatów dużej pojemności (2 skrzynki), 80 granatów małej pojemności (20 skrzynek), 4 granaty wskaźnikowe (1 skrzynka). Masa całkowita (brutto) tej ilości amunicji - 466 kg.

## Organizacja
Działon moździerza liczył 7 żołnierzy. Działonowego - podoficera, celowniczego, ładowniczego, pomocniczego, dwóch amunicyjnych i woźnicę biedki sprzętowej. Dwa działony wchodziły w skład plutonu moździerzy dowodzonego przez oficera młodszego. W skład pocztu dowódcy wchodzili ponadto; zastępca i obserwator - podoficerowie, oraz woźnice dwu biedek amunicyjnych. Pluton stanowił część kompanii karabinów maszynowych w batalionie piechoty, batalionie strzelców (samodzielnym), dywizyjnej kompanii ckm. Moździerze miała także 10 Brygada Kawalerii i Warszawska Brygada Pancerno-Motorowa. Na czynną DP przypadało 20 sztuk. W rezerwowych dywizjach piechoty moździerzy było mniej.